# Adjaha
Adjaha è un arrondissement del Benin situato nella città di Grand-Popo (dipartimento di Mono) con 6.477 abitanti (dato 2006).